# 胡壽昌
胡壽昌，字子祺，以字行，江西等處行中書省吉安路吉水州人，明朝初期政治人物。胡廣之父。

## 生平
早年跟随朱元璋起兵攻打陳友諒。洪武三年，以文學選為御史。之后改为廣西按察僉事，随后再改彭州知州，在任期间其解决冤情、烧毁淫祀、修建废弃堰坝，为百姓所爱戴。之后升任延平知府，死于任上。胡廣为其次子。